# João Cosme da Cunha
João Cosme da Cunha, O.C.S.A., portugalski rimskokatoliški duhovnik, škof in kardinal, * 20. oktober 1715, Lizbona, † 31. januar 1783.

## Življenjepis
22. maja 1740 je prejel duhovniško posvečenje.
28. marca 1746 je bil imenovan za soupraviteljskega škofa Leirie in za naslovnega škofa Olimpusa. Polni škof je postal 8. aprila 1746.
24. marca 1760 je bil imenovan za nadškofa Évore in 6. avgusta 1770 je bil povzdignjen v kardinala.